# ناصر الشمراني
ناصر الشمراني (مواليد 23 تشرين الثاني عام 1983-)؛ هو لاعب كرة قدم سعودي محترف يلعب حالياً في نادي الحد. لعبَ سابقاً لصالح عددٍ من الأندية بما في ذلك نادي الوحدة السعودي الذي بدأ معهُ مسيرته الاحترافيّة منذ عام 2003؛ ثم انتقل لنادي الشباب السعودي بالإعارة عام 2006 قبل أن يعود للوحدة ومن ثم الشباب مُجددًا عام 2007. انتقلَ ناصر إلى نادي الهلال السعودي عام 2013 وأعارهُ هذا الأخير إلى نادي العين الإماراتي مطلع عام 2017 ثمّ عاد إلى نادي الشباب في صيفِ عام 2017 الذي سيُخالصه في الفترة الشتوية لعام 2019 لينضم لنادي الاتحاد السعودي حتى نهاية الموسم.

## المسيرة الكرويّة

### الوحدة
بدأ ناصر الشمراني مسيرتهُ الاحترافيّة في عالمِ كرة القدم في سنّ العشرين رفقة نادي الوحدة الذي لعب له أوّل مرة في موسم 2003-04. على الرغمِ من صغر سنّه حينها وقلّة خبرته لكنّه لعب وزميله عيسى المحياني دورًا مُهمًا في الفريق حيث كان الاثنان المهاجمانِ الرئيسيان وشاركا في معظم المباريات تقريبًا. لم تكن مسيرة ناصر الشمراني ناجحة من حيثُ الألقاب مع نادي الوحدة حيثُ لم يُحقّق مع النادي أي لقبٍ طوال أربع سنوات وكان المركز الأعلى الذي حققوه في الدوري السعودي الممتاز في المركز الثالث في موسم 2006-2007.

### الشباب
خلال موسم 2005-2006؛ قرّر نادي الشباب التعاقد مع ناصر الشمراني على سبيلِ الإعارة قادمًا من الوحدة التي لم يحصل فيها على الفرصة الكاملة للمنافسة على كلّ البطولات. خلال أول شهرين؛ تمكَّن ناصر من إثباتِ قيمته كمهاجمٍ حيثُ سجّل 4 أهدافٍ في دوري أبطال آسيا مما ساعد نادي الشباب على التأهلِ إلى الدور ربع النهائي في ذلك العام، أمّا على مستوى الدوري فقد سجّل الشمراني 3 أهداف واحدةٌ كان في آخرِ مباراةٍ أمام الهلال التي انتهت بـ 3-0 لصالح الشباب. بعد نهاية الموسم؛ أُعجب نادي الشباب بأداء ناصر وبما قدمه مع الفريق فحاول توقيع عقدٍ جديدٍ معه لكن ناديه الأول الوحدة رفض الموضوع فعاد بحلول موسم 2006-2007 إلى الفريق الأحمر والأبيض.
عودة ناصر الشمراني الى الوحدة
قدّمَ ناصر أحد أفضل مواسمه مع الوحدة؛ حيثُ استطاعَ تسجيل 9 أهداف في دوري المحترفين السعودي وساعدَ فريقه على الوصول إلى المركز الثالث في الدوري على الرغم من أنه لم يُسجِّل أي هدفٍ في المباريات الفاصلة ضد كلٍ من الشباب والاتحاد. مع نهاية الموسم؛ دخل نادي الوحدة في داومةٍ من المشاكل الماليّة فاستغلّ نادي الشباب الأمر حيثُ عرض 13 مليون ريال لقاء الحصول على خدمات ناصر الشمراني ما اضطرّ الوحدة لقبول العرض؛ وهذا ما حصل حيثُ انتقل أو بالأحرى عاد ناصر الشمراني إلى الشباب في بداية موسم 2007-2008.
وقّع ناصر في حزيران/يونيو 2007 على عقدٍ مع نادي الشباب يمتدُّ لخمسِ مواسم. في الواقع؛ كان انتقالُ ناصر إلى الشباب متوقعًا في الأوساطِ الرياضيّة لرغبة اللاعب في ذلك وللأزمة الماليّة التي كان يمرّ منها الفريق حينها. كان من المتوقع أن يُعطي الشمراني إضافةً للشباب مثلما فعل حينما لعب للفريق على سبيلِ الإعارة لكنّ موسمه الأول كان سيئًا نوعًا ما حيثُ لم ينجح في تسجيلِ أيّ هدفٍ في الجولات الأولى من الدوري على الرغمِ من مشاركته كأساسي. انتفضَ ناصر الشمراني في الجولة السادسة من دوري المحترفين السعودي حينما وقّع على ثلاثية في شباك القادسية ثم واصل تألقه بتسجيلهِ لهدفٍ ضد النصر واثنين ضد الاتحاد وواحدٌ ضد الطائي وهدفٌ واحدٌ أيضًا ضد الأهلي وآخر ضد الوحدة ثم اثنين في شباك نجران. لقد نجح ناصر في تسجيلِ 12 هدفًا فكان على قائمة هدافي الدوري لكنّه خسر السباق قبل 3 جولات من النهاية حينما لم ينجح في تسجيلِ أيّ هدف ما أتاح الفرصة أمام زميله عيسى المحياني الذي اعتلى صدارة الهدافين برصيدِ 13 هدفًا بالشراكةِ مع الحسن اليامي. في موسم 2012 حصل على لقب هداف الدوري السعودي

### الهلال
بحلول 30 حزيران/يونيو 2013؛ وافقَ الدولي السعودي ناصر الشمراني على التوقيعِ على عقدٍ مدته ثلاث سنوات مع نادي الهلال. أثار الشمراني جدلًا بعد خسارة فريقه نهائي دوري أبطال آسيا عام 2014 حيثُ بصق على ماثيو سبيرانوفيتش لاعب وسترن سيدني واندررز،  ما تسبّب في إيقافهِ من قِبل الاتحاد الآسيوي لكرة القدم لثماني مباريات في دوري الأبطال.

### العين
انضمّ ناصر الشمراني في عام 2017 إلى نادي العين الإماراتي في صفقةٍ بلغت قيمتها مليوني درهم وذلك على سبيلِ الإعارة لنصفِ العام. كانت هذه هي تجربةُ ناصر الأولى في اللعب خارج المملكة العربية السعودية؛ بل وفي اللعبِ في أحد أكثر الأندية نجاحًا في آسيا. في مباراته الثالثة ضد نادي شباب الأهلي دبي؛ ساعد الشمراني فريقه في الفوزِ في الكلاسيكو الإماراتي وذلك بعدما وقّع على هدف الانتصار في الدقيقة 91 من زمن المباراة. بشكلٍ عام؛ خاضَ ناصر مع العين عشر مبارياتٍ كاملةٍ؛ سجّل فيها ثمانية أهدافٍ بمعدل 0.8 في المباراة الواحدة.

### الاتحاد
وقع معه الاتحاد في شتوية 2019ولعب مع الفريق في بطولة دوري أبطال آسيا في دور المجموعات وسجل 3 أهداف وغادر النادي بعدها دون أن يلعب اي مباراه في الدوري السعودي 

## المنتخب
استُدعي الشمراني لأول مرةٍ لتمثيل منتخب السعودية عام 2005 ولعب منذ ذلك الحين معَ الأخضر 78 مباراةً سجّل خلالها 19 هدفًا؛ قبل أن يعتزل اللعب دوليًا عام 2018 ولو أنه لم يُصرّح بذلك رسميًا.

## إحصائيات
اعتبارًا من 13 شُباط/فبراير 2019
| الفريق         | الموسم        | الدوري        | الدوري      | الكأس         | الكأس       | دوري الأبطال  | دوري الأبطال | المجموع       | المجموع     |
| الفريق         | الموسم        | عدد المباريات | عدد الأهداف | عدد المباريات | عدد الأهداف | عدد المباريات | عدد الأهداف  | عدد المباريات | عدد الأهداف |
| -------------- | ------------- | ------------- | ----------- | ------------- | ----------- | ------------- | ------------ | ------------- | ----------- |
| الوحدة         | 2003–04       | 16            | 2           | -             | -           | -             | -            | 16            | 2           |
| الوحدة         | 2004–05       | 13            | 3           | 2             | 2           | -             | -            | 15            | 5           |
| الوحدة         | 2005–06       | 9             | 4           | -             | -           | -             | -            | 9             | 4           |
| الشباب (إعارة) | 2005–06       | 6             | 3           | -             | -           | 5             | 3            | 11            | 6           |
| الوحدة         | 2006–07       | 18            | 11          | 3             | 2           | -             | -            | 21            | 13          |
| المجموع        |               | 56            | 20          | 5             | 4           | 0             | 0            | 61            | 24          |
| الشباب         | 2007–08       | 19            | 18          | 6             | 9           | -             | -            | 25            | 27          |
| الشباب         | 2008–09       | 20            | 12          | 5             | 4           | 6             | 6            | 31            | 26          |
| الشباب         | 2009–10       | 14            | 9           | 1             | 1           | -             | -            | 15            | 10          |
| الشباب         | 2010–11       | 23            | 17          | 2             | 3           | 11            | 3            | 35            | 23          |
| الشباب         | 2011–12       | 25            | 21          | 4             | 2           | -             | -            | 29            | 23          |
| الشباب         | 2012–13       | 22            | 10          | 4             | 4           | 8             | 3            | 34            | 17          |
| المجموع        |               | 123           | 87          | 22            | 23          | 25            | 12           | 170           | 122         |
| الهلال         | 2013–14       | 26            | 21          | 3             | 2           | 8             | 7            | 37            | 30          |
| الهلال         | 2014–15       | 22            | 13          | 8             | 7           | 7             | 4            | 35            | 24          |
| الهلال         | 2015–16       | 15            | 4           | 5             | 3           | 3             | 0            | 23            | 7           |
| الهلال         | 2016–17       | 12            | 7           | 4             | 0           | 0             | 0            | 16            | 7           |
| المجموع        |               | 75            | 45          | 20            | 12          | 18            | 11           | 111           | 68          |
| العين (إعارة)  | 2016–17       | 10            | 8           | -             | -           | 5             | 3            | 15            | 11          |
| الشباب         | 2017–18       | 21            | 7           | 2             | 1           | -             | -            | 23            | 8           |
| الشباب         | 2018–19       | 18            | 5           | 2             | 0           | -             | -            | 5             | 4           |
| المجموع الكلّي  | المجموع الكلّي | 309           | 175         | 51            | 40          | 53            | 29           | 413           | 244         |

### الأهداف الدولية
اعتبارًا من 17 كانون الثاني/يناير 2017
| #  | التاريخ                     | الملعب                              | الخصم                    | الهدف | النتيجة النّهائية | البطولة                                 |
| -- | --------------------------- | ----------------------------------- | ------------------------ | ----- | ---------------- | --------------------------------------- |
| 1  | 29 كانون الثاني/يناير 2005  | الرياض، السعودية                    | تركمانستان               | 1–0   | 1–0              | مباراة ودية دولية                       |
| 2  | 12 آب/أغسطس 2009            | استاد السعادة، صلالة                | عمان                     | 1–2   | 1–2              | مباراة ودية دولية                       |
| 3  | 9 أيلول/سبتمبر 2009         | ستاد الملك فهد الدولي، الرياض       | البحرين                  | 1–0   | 1–0              | تصفيات آسيا لكأس العالم لكرة القدم 2010 |
| 4  | 14 أيلول/سبتمبر 2009        | الملعب الأولمبي برادس، رادس         | تونس                     | 1–0   | 1–0              | مباراة ودية دولية                       |
| 5  | 14 تشرين الثاني/نوفمبر 2009 | ستاد الملك فهد الدولي، الرياض       | بيلاروس                  | 1–1   | 1–1              | مباراة ودية دولية                       |
| 6  | 13 تمّوز/يوليو 2011          | عمان، الأردن                        | الأردن                   | 1–1   | 1–1 (4–3 ر.ج)    | بطولة فوكس الدولية الرباعية             |
| 7  | 23 تمّوز/يوليو 2011          | ستاد محمد بن فهد، الدمام            | هونغ كونغ                | 1–0   | 3–0              | تصفيات آسيا لكأس العالم لكرة القدم 2010 |
| 8  | 23 تموز/يوليو 2011          | ستاد محمد بن فهد، الدمام            | هونغ كونغ                | 3–0   | 3–0              | تصفيات آسيا لكأس العالم 2014            |
| 9  | 28 تمّوز/يوليو 2011          | ملعب سيو ساي وان الرياضي، هونج كونج | هونغ كونغ                | 3–0   | 5–0              | تصفيات آسيا لكأس العالم 2014            |
| 10 | 6 أيلول/سبتمبر 2011         | ستاد محمد بن فهد، الدمام            | أستراليا                 | 1–3   | 1–3              | تصفيات آسيا لكأس العالم 2014            |
| 11 | 29 شُباط/فبراير 2012         | ملعب ملبورن المستطيل، ملبورن        | أستراليا                 | 1–2   | 2–4              | تصفيات آسيا لكأس العالم 2014            |
| 12 | 15 تشرين الأول/أكتوبر 2013  | ستاد عمان الدولي، عمان              | العراق                   | 2–0   | 2–0              | تصفيات كأس آسيا 2015                    |
| 13 | 15 تشرين الثاني/نوفمبر 2013 | ستاد محمد بن فهد، الدمام            | العراق                   | 2–1   | 2–1              | تصفيات كأس آسيا 2015                    |
| 14 | 16 تشرين الثاني/نوفمبر 2014 | ستاد الملك فهد الدولي، الرياض       | البحرين                  | 1–0   | 3–0              | كأس الخليج العربي لكرة القدم 2014       |
| 15 | 23 تشرين الثاني/نوفمبر 2014 | ستاد الملك فهد الدولي، الرياض       | الإمارات العربية المتحدة | 1–0   | 3–2              | كأس الخليج العربي لكرة القدم 2014       |
| 16 | 6 تشرين الأول/أكتوبر 2016   | مدينة الملك عبدالله الرياضية، جدة   | أستراليا                 | 2–2   | 2–2              | تصفيات آسيا لكأس العالم 2018            |
| 17 | 17 كانون الثاني/يناير 2017  | ستاد مدينة زايد الرياضية            | كمبوديا                  | 1–1   | 7–2              | مباراة وديّة                             |
| 18 | 17 كانون الثاني/يناير 2017  | ستاد مدينة زايد الرياضية            | كمبوديا                  | 2–1   | 7–2              | مباراة وديّة                             |
| 19 | 17 كانون الثاني/يناير 2017  | ستاد مدينة زايد الرياضية            | كمبوديا                  | 3–1   | 7–2              | مباراة وديّة                             |

## الإنجازات

### الفرديّة
- هداف في دوري المحترفين السعودي (5): 2007-08، 2008-2009، 2010-11، 2011-12 و2013–14
- هداف كأس خادم الحرمين الشريفين (2): 2007-08 و2008-09
- جائزة أفضل لاعب في آسيا (1): 2014

### النوادي
نادي الشباب
- دوري المحترفين السعودي (2): 2005-06 و‌2011-12
- كأس خادم الحرمين الشريفين (2): 2008 و‌2009 ووصيف 2012-13
- كأس الأمير فيصل بن فهد (1): 2008-2009
- كأس ولي العهد السعودي: وصيف 2008-2009

نادي الهلال
- دوري المحترفين السعودي (1): 2016-17 ووصيف 2013-14 و‌2015-16
- كأس خادم الحرمين الشريفين (1): 2015
- كأس السوبر السعودي (1): 2015 ووصيف 2016
- كأس ولي العهد السعودي (1): 2015-16 ووصيف 2013-14 و‌2014-15
- دوري أبطال آسيا: وصيف 2014

### المنتخب
- كأس الخليج العربي: وصيف 2009 و‌2014

## روابط خارجية
- ناصر الشمراني على موقع قاعدة بيانات كرة القدم.إي يو (الإنجليزية)
- ناصر الشمراني على موقع ناشيونال فوتبول تيمز (الإنجليزية)
- ناصر الشمراني على موقع Soccerway.com (الإنجليزية)
- ناصر الشمراني على موقع كووورة